# Wonorejo (Kajen)
Wonorejo is een bestuurslaag in het regentschap Pekalongan van de provincie Midden-Java, Indonesië. Wonorejo telt 1596 inwoners (volkstelling 2010).